# Živohošť
Živohošť (Duits: Schiwohoscht) is een Tsjechische plaats in de gemeente Křečovice, regio Midden-Bohemen, en maakt deel uit van het district Benešov. Het dorp ligt op ongeveer 15 kilometer afstand van Křečovice.
Živohošť telt 31 inwoners (2021).

## Geschiedenis
In 1960 werd Živohošť, samen met Křečovice, ingedeeld bij het district Benešov.

## Verkeer en vervoer

### Autowegen
Er leidt een regionale weg naar het dorp.

### Spoorlijnen
Er is geen station in Živohošť.

### Buslijnen
Er zijn twee bushaltes in het dorp, aan beide zijden van de rivier de Moldau:
| Halte                    | Lijn | Traject               | Vervoerder   | Opmerkingen               |
| ------------------------ | ---- | --------------------- | ------------ | ------------------------- |
| Chotilsko, Živohošť      | 439  | Nový Knín - Chotilsko | Martin UHER  | alleen in het hoogseizoen |
| Křečovice, Nová Živohošť | 756  | Křečovice - Neveklov  | CŠAD Benešov |                           |

## Toerisme
Het recreatieoord Nová Živohošť  ligt in het dorp. Kenmerkend is dat als gevolg van de aanleg van een dam en stuwmeer het recreatieoord aan beide zijden van de rivier de Moldau ligt, en het deel aan de overkant van de rivier (Stará Živohošť) in het district Příbram ligt.
In het zomerseizoen was er een veerverbinding tussen Stará en Nová Živohošť over het stuwmeer, die vijf keer per dag voer en personen, fietsen en kinderwagens vervoerde. De veerverbinding werd gerund door de ondernemers Václav en Jindřiška Prekovi uit Vlašim. Op 30 juli 2016 sloeg echter het noodlot toe, toen de boot door overbelasting zonk. De dienst werd na het ongeval niet meer hervat. Wél worden de plaatsen tijdens het zomerseizoen nog enkele malen per dag aangedaan door de bootdienst van Lodní doprava Slapy.

## Galerij

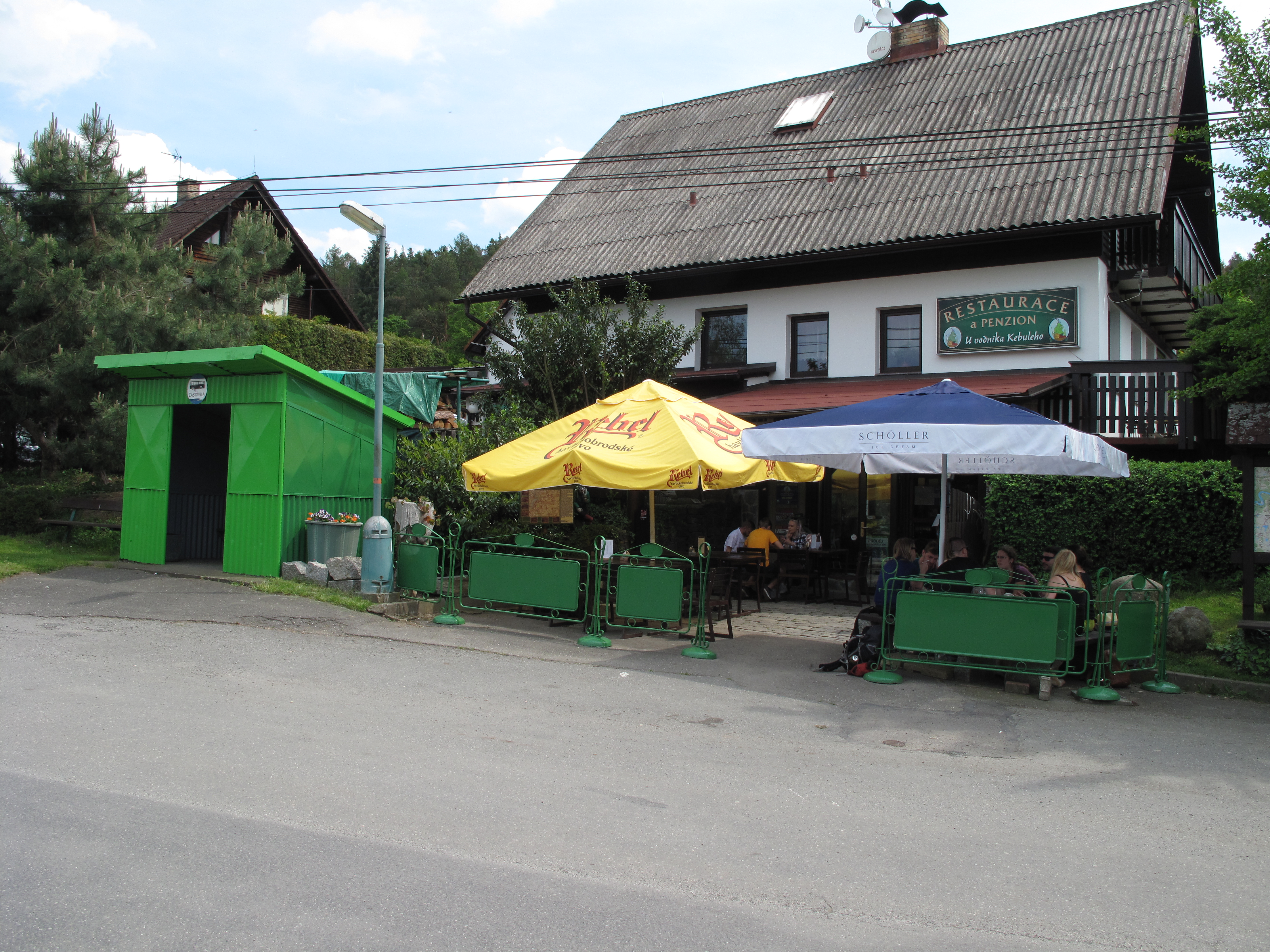
Restaurant in Nová Živohošť (2019)
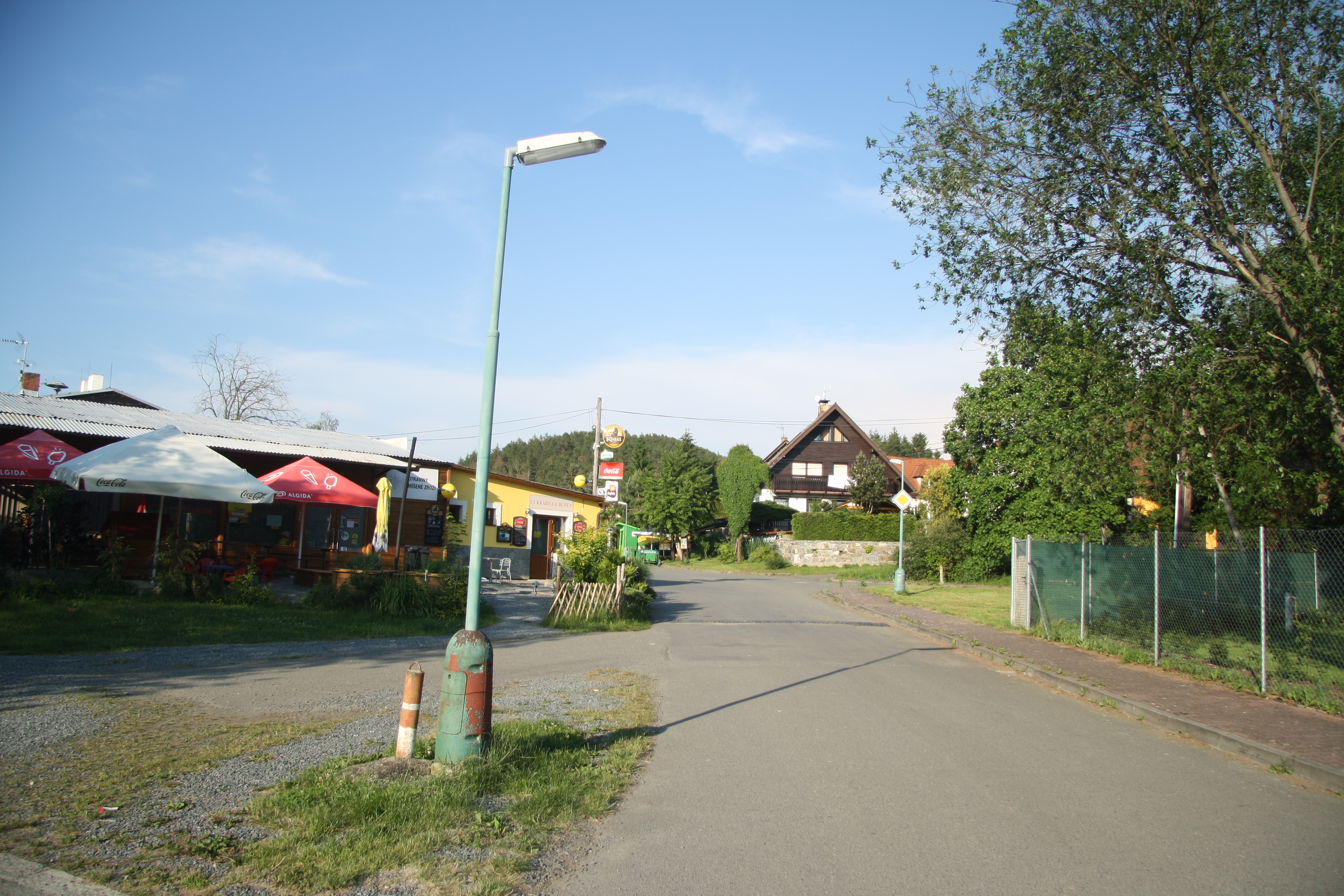
Centrum van Nová Živohošť (2019)
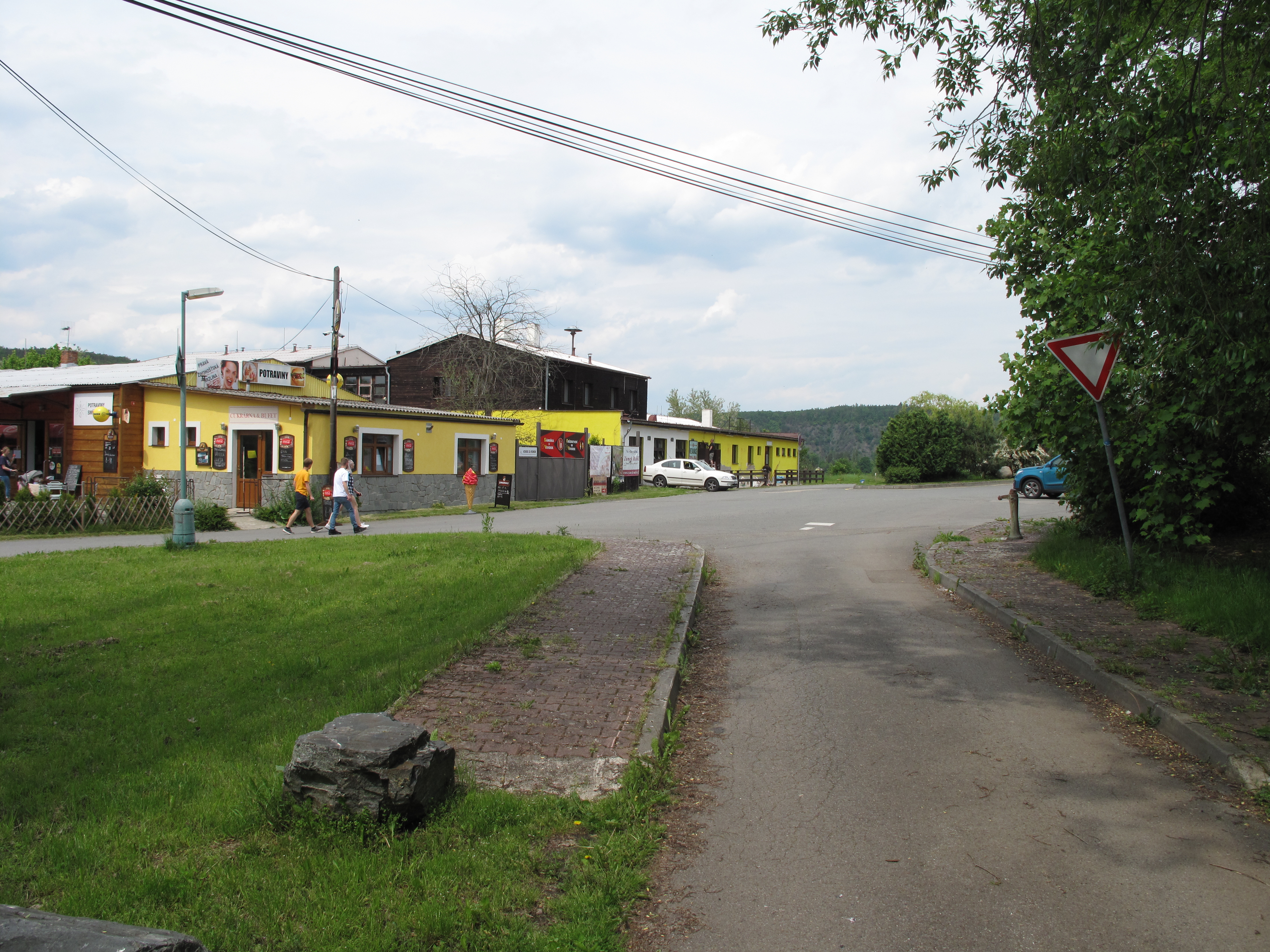
Nová Živohošť - dorpsgezicht (2019)